# Ново гробље (Београд)
Ново гробље је гробље у Београду. Налази се у Рузвелтовој улици у општини Звездара, а настало је 1886. године, као треће гробље у Београду за сахране по хришћанским обичајима. Ново гробље има посебну историју и то је и прво архитектонски и урбанистички планирано гробље у Србији.
Гробљем данас управља јавно комунално предузеће „Погребне услуге”, чија се дирекција налази на овом гробљу.

## Локација
Гробље се налази дуж улица Рузвелтова (службено седиште, бр. 50) и Мије Ковачевића, које га деле на два дела, леву или западну, која се налази у општини Палилула и десну или источну, која се налази у општини Звездара. Већи, источни део омеђен је улицама Мије Ковачевића на северу, Северни булевар на истоку и Светог Николе на југу. Северно од овог дела налазе се насеља Богословија и Стара Карабурма, на истоку је Звездара II, док су на југу Славујев Венац и Булбулдер. Мањи, западни део обилежавају улице Чарлија Чаплина (североисток) и Прерадовићева (југозапад). Налази се поред насеља Хаџипоповац.

## Историјат
Прве сахране на гробљима која и данас постоје на територији Београда одржана су у Земуну, крајем 18. века. Међутим, Ново гробље је било прво које је планирано и пројектовано посебно за ову намену, са свом потребном инфраструктуром, па се данас сматра најстаријим београдским гробљем. У периоду 1886–2017, сахрањено је 340.000 људи.
Како се град ширио, старо београдско гробље на Ташмајдану постало је неадекватно. С једне стране, постало је премало за главно градско гробље. С друге стране, некада пројектован на периферији града, како је Београд растао, Ташмајдан је практично постао центар града и близина Краљевског двора. Прва званична иницијатива за уклањање гробља потекла је 1871. од митрополита београдског Михаила Јовановића. Како је град у то време био у финансијској кризи и није био у могућности да откупи толики плац за ново гробље, градоначелник Београда Владан Ђорђевић поклонио је граду део свог земљишта за изградњу новог гробља. У наредним деценијама простор, укључујући и само гробље, био је познат као Владановац (по градоначелнику), називано је и Гробље Светог Николе (по цркви), али је постепено постало устаљено име, Ново гробље. На успостављању гробља радили су и градоначелници Живко Карабиберовић и Мијаило Богићевић. Гробље је уцртано у планове града 1884. године, али грађани првобитно нису одобравали нову локацију, јер је била удаљена од центра града, па је успостављена линија коњског трамваја Теразије-Ново гробље.
Ново гробље је, на месту на којем се и данас налази, први пут убележено на плану Београда из 1884. године. Правила за службу на новом градском гробљу усвојена су 1885, а завршетак уређења био је 16. августа 1886. Са сахрањивањем се отпочело већ сутрадан. Био је то Драгутин Димић, син гробљанског баштована Вељка Димића. Тако је Ново гробље постало и први плански регулисан простор те врсте у Београду. Почетак његовог функционисања означава велику прекретницу у савременом комуналном уређењу и животу града. Неформално је називано и Владановац, по председнику општине Владану Ђорђевићу. Гробље је првобитно покривало 2 ха (4,9 хектара), али је до 2017. нарасло на 30 ха (74 хектара). Поновно закопавање остатака са Ташмајдана отегло се неколико деценија и завршено је тек 1927. 
Први спомен-обележје подигнут је 1907. године, када су са Ташмајдана поново сахрањени остаци српских војника који су погинули у ратовима против Турака и Бугара у 19. веку. Током бомбардовања Београда у Првом светском рату, гробље је оштећено 1915. У Међувојни је формирано и седам војних гробља заједно са Спомен костуријом браниоцима Београда 1914–1918.
Иако је формирано као српско православно гробље и у периоду између два светска рата, додељивањем посебних парцела, било је решено сахрањивање грађана осталих вероисповести - католика, протестаната, јевреја, муслимана. Такође, Русима који су дошли у Србију након Октобарске револуције додељене су посебне парцеле. Почетком 1930-их подигнута је и модерна мртвачница у неовизантијском стилу по пројекту архитекте Рајка Татића. Пре рата су постојали кандилари, особе које су палиле кандила и на други начин се бринули о гробовима, за шта су им родбине покојника плаћале. Један гробар, "чика Миша", тврдио је 1938. да је покопао 60.000 покојника за 18 година. Простор парцеле 109 је био резервисан за самоубице.
Гробље ослободилаца Београда, за борце погинуле 1944. године, проширење преко Рузвелтове улице на запад, подигнуто је 1954. Године 1959. подигнуто је спомен гробље за све погинуле борце у Другом светском рату по пројекту архитеката Богдана Богдановића и Светислава Личине. Личина је пројектовао и Алеју заслужних грађана 1965. године. Године 1963. отворен је крематоријум. Иако је прва иницијатива за изградњу крематоријума потекла 1904. године од стране Друштва „Огањ”, а министар здравља Чедомир Михајловић је одобрио изградњу 1928. године, због недостатка простора, средстава и противљења јавности, требало је деценијама да се изгради крематоријум. отвори један. Налази се на месту где се налазила стара ашкенашка капела. 1964. године, прве године рада крематоријума, било је само 6 кремација, од којих је 5 организовано за стране држављане.
Одлуком Народне скупштине Србије из 1983. Ново гробље је проглашено спомеником културе од великог значаја. Од 2004. члан је Асоцијације значајних гробља Европе, а од 2018. и Европске руте гробља.

## Црква Светог Николе
Новоизграђено гробље није имало ни капелу ни цркву. Године 1893, подигнута је гробљанска црква Светог Николе, задужбина Драгиње и Станојла Петровића, по пројекту Светозара Ивачковића. Иконостас цркве дело је Стевана и Полексије Тодоровић, а фреске Андреје Доменика, на нацрту Петра Раносовића. Брачни пар Петровић сахрањен је у крипти цркве са петогодишњим сином Петром.
Дуго времена црква је служила и за парохијске службе, све док црква Светог Лазара није саграђена у насељу Булбулдер. У том периоду су се у цркви обављала и венчања и крштења, док су се испред ње одржавали јавни сајмови.

## Војничка гробља, алеје и Врт сећања

#### Војничка гробља
Први меморијални споменик на Новом гробљу је Српска костурница, изграђена 1907. године, у којој су са Старог ташмајданског гробља, код цркве Светог Марка, пренети посмртни остаци ратника из српско-турских ратова 1876-1878. и српско-бугарског рата 1885. које су пренете са ташмајданског гробља. Костурница се налази у близини цркве Светог Николе.
Посебну знаменитост Новог гробља чине војничка гробља где су сахрањени погинули у балканским ратовима и Првом и Другом светском рату. У њој се налазе остаци српских и других савезничких војника, као и војника Централних сила. Овде почивају припадници српске и савезничких армија, али и ратних противника Србије. Као посебне целине издвајају француско, руско, италијанско, аустро-угарско, бугарско, и енглеско војно гробље (гробље Комонвелта). Комисија за ратне гробове Комонвелта одржава гробове Комонвелта. Руско војно гробље садржи гробове за преко 3.000 руских белих емиграната који су стигли у Југославију након Руске револуције 1917. и грађанског рата који је уследио. Међу њима су свештеници, војници и нека значајна имена науке и културе, који су побегли од бољшевичке владавине. На ивици руског гробља су монументална спомен костурница „Руска слава“ и Иверскаја капела. Капелу је 1931. пројектовао Валериј Владимирович Сташевски, реплику првобитне капеле у Москви коју су бољшевици срушили исте године.
- Споменик на Војном гробљу српско-османских ратова (1876–1878).
- Италијанско војно гробље из Првог светског рата
- Француско војно гробље из Првог светског рата
- Аустроугарско војно гробље из Првог светског рата
- Спомен костурница руском војницима погинулим у Првом светском рату
- Британско војно гробље из Другог светског рата

Две засебне целине на Новом гробљу представљају гробље бораца НОР-а, изграђено 1959. по пројектима архитекта Богдана Богдановића и Светозара Личине, и Алеја заслужних грађана изграђена 1965. по пројекту архитекте Светозара Личине.

#### Гробље ослободилаца Београда 1944.
Тачно преко пута главног улаза у Ново гробље налази се Гробље ослободилаца Београда 1944. године, на којем је сахрањено 2944 бораца НОВЈ и 961 борац Црвене армије, који су погинули у борбама за ослобођење Београда и масовна гробница 1.381 бораца НОВ и 711 бораца Црвене армије који су погинули током Београдске офанзиве.
Током Београдске офанзиве, у којој су партизани и Црвена армија 20. октобра 1944. протерали Немце окупаторе из Београда, погинула су 24 тенка Црвене армије. Дана 23. октобра 1944. године, погребна поворка од 24 тенка прешла је са Трга Славија на Трг Републике, где су сахрањени чланови посаде. Године 1954. крипта и споменик, као и остаци свих осталих војника, премештени су на Ново гробље Београда и формирано је Гробље ослободилаца Београда. Званично отворен 20. октобра 1954. године, поводом обележавања 10. годишњице ослобођења Београда, дизајн комплекса је постао нацрт за бројна друга меморијална места у Југославији.
На гробљу се налази спомен обележје ослободиоцима Београда са монументалним капијама прекривеним рељефима вајара Радета Станковића и скулптуром „Црвеноармејац“ Антуна Аугустинчића. Станковић је испред спомен обележја вајао и статуу Партизана који држи пушку под називом „Борац на вечној стражи“. Комплекс је био први меморијални комплекс изграђен у Београду после Другог светског рата. Пројектовали су га архитекта Бранко Бон и инжењер хортикултуре Александар Крстић. Самостално, Гробље ослободилаца Београда проглашено је спомеником културе 1987.
Гробље је делимично реновирано 2019. у част 75 година ослобођења од Другог светског рата. Постављена је тробојна украсна светла, бела, плава и црвена, у бојама српске и руске заставе. Шарена светла на гробљу погинулих војника нису наишла на добар пријем у јавности.
Руски министар одбране Сергеј Шојгу је током посете Београду у фебруару 2020. донео из Санкт Петербурга лонац руске земље, који је изливен на локацију Вечног пламена, чиме је уједно и почетак његове изградње. Скулпторско-архитектонска композиција је дело руског вајара Андреја Тиртишњикова. То је друго спомен обележје под називом Вечна ватра у Београду, по спомен обележју подигнутом 2000. на Старом сајмишту. Отварање је планирано за 26. март, током посете руског министра спољних послова Сергеја Лаврова Србији. Све ово је одложено због пандемије ЦОВИД-19. У септембру 2020. најављено је да ће спомен обележје бити отворено до краја године. Пламен је 14. децембра 2020. упаљен са вечног пламена на Гробу Незнаног војника у Москви и превезен у Београд авионом Министарства одбране Русије. Упаљен је сутрадан, у присуству председника Србије Александра Вучића и министра Лаврова.

#### Спомен-гробље жртава бомбардовања Београда 1941. и 1944.
Такође, овде су сахрањени Београђани погинули у бомбардовањима Београда априла 1941. и априла 1944. Ово гробље је формирано као целина 1966. године по пројекту архитекте Милице Момчиловић.

### Алеје
У Алеји заслужних грађана су појединачне и скупне гробнице, у којима су сахрањени академици, књижевници, глумци, генерали, народни хероји и друге познате личности. У Алеји су сахрањени: сликари Петар Лубарда и Стојан Аралица, књижевници Данило Киш, Иво Андрић, Милош Црњански, Скендер Куленовић, генерали-народни хероји Виктор Бубањ, Иван Гошњак, Коста Нађ, Никола Љубичић, политичари Вељко Влаховић, Спасенија Цана Бабовић, Крсто Попивода, Владимир Роловић, Зоран Ђинђић глумци Бранка Веселиновић, Никола Симић, Драгомир Бојанић Гидра, Рахела Ферари, Иван Бекјарев, Мија Алексић, Љуба Тадић, Стево Жигон и многи други. У Алеји великана нема скулптура ни других уметничких дела.
Око спомен-костурнице бораца из Првог светског рата налази се Алеја народних хероја Југославије, у којој су поред народних хероја, сахрањене и друге истакнуте војне и политичке личности из периода СФРЈ. Неки од сахрањених у овој Алеју су: Александар Ранковић, Слободан Пенезић Крцун, Славко Родић, Ђоко Јованић и др.

### Аркаде
Иако је овај део поред зида, првобитно је замишљен као низ лукова („аркада“). Временом су аркаде остале само као украсни и архитектонски део спољног зида гробља. Деоница је грађена 1926–1927, истовремено са Алејом великана. У њему се налазе гробнице значајних јавних личности и богатијих грађана. Овде су гробови Миленка Веснића (1863–1921), политичара и дипломате, Николе Пашића (1844–1926), политичара, Јанка Вукотића (1866–1927), генерала и политичара, Сретена Стојановића (1898–1960), вајара и Светлане Велмар-Јанковић (1933–2014), писаца.

#### Породичне гробнице
У својим појединачним или породичним гробовима сахрањени су значајни људи из српске историје, културе и науке. Они укључују:
- Илија Чарапић (1792–1844), градоначелник Београда[2]
- Узун-Мирко Апостоловић (1782–1868), војни командант[2]
- Илија Гарашанин (1812–1874), политичар[2]
- Ђура Јакшић (1832–1878), пјесник и сликар[2]
- Катарина Ивановић (1811–1882), сликарка[2]
- Јеврем Грујић (1826–1895), политичар[2]
- Јован Ристић (1831–1899), политичар[2]
- Матија Бан (1818–1903), писац и дипломата[2]
- Надежда Петровић (1873–1915), сликар[2]
- Андра Николић (1853–1918), академик и политичар[2]
- Павле Јуришић Штурм (1848–1922), генерал[2]
- Стеван Тодоровић (1832–1925), сликар[2]
- Петар Бојовић (1858–1945), фелдмаршал[2]
- Станислав Винавер (1891–1955), аутор[2]
- Александар Дероко (1894–1988), архитекта[2]
- Владета Јеротић (1924–2018), психијатар[2]

### Сефардско гробље у Београду
Поред Гробља ослободилаца налази се Јеврејско гробље, на коме се налази споменик палим јеврејским борцима у ратовима 1912-1919. године, костурница јеврејских избеглица из Аустрије и споменик јеврејским жртвама нацистичког терора и борцима палим у НОБ-у 1941-1945. године, рад архитекте Богдана Богдановића. То је једно од два јеврејска гробља у Београду о којима брине удружење хевра кадиша.

### Ашкенаско гробље у Београду
У близини главног комплекса Новог гробља налази се мало јеврејско ашкенаско гробље. Ово гробље се налази директно преко пута већег сефардског јеврејског гробља. Познато је по скулптурама, међу којима је и „Пољубац смрти” Томе Росандића, на гробу Јакова и Руже Клопфер. Ашкенаско гробље, основано 1876. године, затворено је ради даљег проширења јер више нема места.

### Врт сећања
У саставу Новог гробља је и Врт сећања, у којем се посипа прах кремираних покојника и где је њихово име исписано на црним плочама.

## Знаменитости Новог гробља
Оно што меморијално-просторну и споменичку целину Новог гробља издваја као значајну културно-историјску појаву, јесте изузетно богатство скулптурних споменика, дела српских и југословенских вајара, од најстаријих до савремених. Овде се налази 900 скулптуралних споменика чији су аутори око 80 истакнутих уметника. Ради се углавном о бистама и плакетама, у бронзи или камену, поред одређеног броја рељефа симболичне садржине.
Међу надгробним споменицима налази се 1.597 уметничких дела 130 српских вајара, па се гробље сматра „музејем на отвореном“. Уметници који су својим делима допринели овом „музеју“ су Иван Мештровић, Ђорђе Јовановић, Тома Росандић, Сретен Стојановић, Петар Палавичини, Небојша Митрић, Ристо Стијовић, Живојин Лукић, Симеон Роксандић, Роман Верховски, Олга Јеврић, Ђовани Бертото, Ото Лого, Петар Убавкић, Лојзе Долинар, Стеван Боднаров, Оскар Барбела и Никола Јанковић.
Најстарија генерација вајара овде је представљена делима Ђорђа Јовановића и Симеона Роксандића. Јовановић има овде преко 35 изложених дела, ствараних од краја 19. века до тридесетих година 20. века. Међу најзначајније спадају женске фигуре на гробу Симе Матавуља из 1910, а од каснијих радова споменици др Лази Пачуу и Живојину Мишићу. Роксандић је на овом простору заступљен са своја три рада. Хрватски вајар Рудолф Валдец је представљен једним рељефом у бронзи симболичне садржине, а Иван Мештровић својим четирима радовима, од којих је најпознатије попрсје Николе Пашића. Словеначки вајар Лојзе Долинар заступљен је на Новом гробљу са четири своја остварења. Већа заступљеност је београдских вајара. Сретен Стојановић је заступљен са преко двадесет скулптура, од којих је најпознатија фигура и рељеф на гробу књижевника Петра Кочића. Драгомир Арамбашић заступљен је са четири рељефа у бронзи, а Петар Палавчини оставио је овде својих дванаест дела, од којих су најпознатија „Дечак с фрулом“, рељеф на гробу Стевана Мокрањца, и попрсје Олге Коњевић. Једна од првих жена у Србији која је живела и радила у Паризу, Вука Велимировић, заступљена је овде попрсјем на гробу Веље Вукићевића, рађеним у Паризу 1931. године и са два рељефа у бронзи. Живојин Жика Лукић је овде оставио преко двадесет плакета и остале радове попрсја, рељефе и скулптуре на костурници браниоцима Београда 1915. године, подигнутој 1934. године на месту српског војног гробља. Риста Стојановић је представљен четирима својим радовима, од којих је најпознатији „Клечећи женски акт“ у камену на гробници трговца Јована Јанковића.  Од новијих уметника, ту су дела Фране Менегела Динчића, Стевана Баднарова, Ота Лога, Небојше Митрића, Михаила Пауновића и других.
Друга конкретна, важна дела укључују:
- Статуа девојке у хаљини кринолина на парцели трговца и добротвора Јоце Јовановића Шапчанина; рад италијанског вајара Ахила Канесе.
- Музе књижевности и сликарства на породичном гробу Матије Бана, његове ћерке Полексије Тодоровић и њеног супруга Стевана Тодоровића.
- Најстарије рељефе на гробљу урадио је Ђорђе Јовановић за гроб Андре Николића. Неки од рељефа представљају Николићево четворо млађе деце, која су сва умрла од дифтерије. На самом гробу исклесан је поломљени стуб којим је обележен смрт Душана, Николићевог старијег сина, који је преживео детињство, али је погинуо у Првом светском рату, на планини Сувобор током Колубарске битке 1914. године.

## Познате личности сахрањене на Новом гробљу
погледати и чланак: Списак сахрањених у Алеји заслужних грађана на Новом гробљу у Београду
| - Глумац Мија Алексић, - књижевник Иво Андрић, - војвода Узун Мирко Апостоловић, - генерал Вукоман Арачић, - народни херој Спасенија Цана Бабовић, - академик Матија Бан, - композитор Станислав Бинички, - глумица Љубинка Бобић, - глумац Драгомир Бојанић Гидра, - војвода Петар Бојовић, - глумац и певач дечјих песама Драган Лаковић, - генерал Виктор Бубањ, - народни херој Вељко Влаховић, - глумац Павле Вуисић, - новинар Бранислав Бане Вукашиновић, - политичар Илија Гарашанин, - генерал Иван Гошњак, - композитор и архитекта Александар Сања Илић, - политичар Милан Грол, - архитекта Александар Дероко, - сликар Петар Добровић, - књижевник Радоје Домановић, - политичар Зоран Ђинђић, - академик Владан Ђорђевић, - кошаркаш и кошаркашки тренер Душан Ивковић, - кошаркаш Дражен Далипагић | - глумац Стево Жигон, - сликар Паја Јовановић, - песник Ђура Јакшић, - генерал Павле Јуришић Штурм, - кошаркаш Радивоје Кораћ, - књижевник Данило Киш, - књижевник Петар Кочић, - глумица Снежана Никшић, - војвода Војислав Танкосић, - књижевник Скендер Куленовић, - лекар Лаза Лазаревић, - сликар Петар Лубарда, - генерал Никола Љубичић, - фудбалер Драган Манце, - писац Симо Матавуљ, - песник Бранко Миљковић, - глумац Добрица Милутиновић, - војвода Живојин Мишић, - трговац Илија Милосављевић Коларац, - глумац Бранко Цвејић, - музичар Милан Младеновић, - композитор Стеван Мокрањац, - књижевник Бранислав Нушић, - политичар Никола Пашић, - политичар Слободан Пенезић Крцун, | - глумац Миодраг Петровић Чкаља, - математичар Мика Алас, - сликарка Надежда Петровић, - књижевник Душко Радовић, - песник Милан Ракић, - глумац Зоран Радмиловић, - политичар Александар Ранковић, - Едвард Русијан, - војвода Радомир Путник, - академик Павле Савић, - архитекта Григорије Самојлов, - писац Стеван Сремац, - писац Бора Станковић, - глумац Данило Бата Стојковић, - глумица Жанка Стокић, - редитељ Бојан Ступица, - глумац Љуба Тадић, - редитељка Мира Траиловић, - песник Бранко Ћопић, - научник Јован Цвијић, - глумица Рахела Ферари, - књижевник Коста Христић, - композитор Стеван Христић, - политичар Авдо Хумо, - књижевник Милош Црњански |

Од 1972. до 18. октобра 1991. је овде био сахрањен Ђорђе П. Карађорђевић, старији син краља Петра I Карађорђевића. На Опленац је премештен 20. октобра 1991.

## Галерија
- Црква Светог Николе
- капел Новог гробља
- капела светог Ђорђа
- Руска капела посвећена Иверској икони Пресвете Богородице
- Капела на Аустроугарском војном гробљу
- Врт сећања
- Спомен-костурница бранилаца Београда 1914—1918.
- Спомен-гробље жртава бомбардовања Београда 1941. и 1944.
- Руски Некропољ у Београду
- Руски Некропољ у Београду - детаљ
- Француско војно гробље у Београду (из Рузвелтове улице)
- Италијанско војно гробље
- Бугарско војно гробље у Београду
- Британско војно гробље у Београду
- гроб Николаја Хартвига
- гроб Милутина Бојића
- гроб Војислава Танкосића
- гробница у којој су сахрањени Милан Пироћанац и Павле Јуришић Штурм
- Капела у којој је сахрањен Радомир Путник
- гроб Живојина Мишића
- гроб Бранислава Нушића
- гроб Живка Павловића
- гроб Драгутина Гавриловића
- гроб Петра Бојовића
- гроб Станислава Винавера
- гроб Бранка Миљковића
- гроб Драгана Манцеа
- гроб Павла Вуисића
- гроб Милана Младеновића
- гроб Пеке Дапчевића
- гроб Смиље Аврамов